# High Valleyfield
High Valleyfield è un villaggio del Fife, Scozia, situato tra Dunfermline e Kincardine-on-Forth, su un crinale a nord del Firth of Forth mentre Low Valleyfield, villaggio gemello, si trova nelle vicinanze sulla spiaggia di Firth of Forth.
High Valleyfield ha una popolazione di 3 062 abitanti secondo il censimento britannico del 2001.
High Valleyfield è stato un villaggio minerario collegato con la Valleyfield Colliery aperta nel 1908 e chiusa nel 1978.